# Campeonato de Segunda División 1899 (Argentina)
El Campeonato de Segunda División 1899 fue el primer campeonato de la segunda categoría del fútbol argentino, antecesor de la actual Primera B (hoy en el tercer nivel). Fue organizado por la Argentine Association Football League, y disputado por 5 equipos.
El campeón fue el Banfield Athletic Club, que no ascendió a la máxima categoría, ya que por aquella época no existía un sistema de ascensos y descensos, y los clubes elegían en qué división jugar. De esta manera, Banfield es la única institución que actualmente sigue jugando en AFA que ganó un título en el siglo XIX.

## Campeón

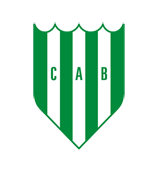
Club Atlético Banfield

## Equipos
| Equipo                            | Ciudad          |
| --------------------------------- | --------------- |
| Banfield Athletic Club            | Banfield        |
| Barker Memorial School            | Lomas de Zamora |
| Porteño Athletic Club             | Buenos Aires    |
| Saint Andrew's                    | Buenos Aires    |
| Lomas Athletic Club II            | Lomas de Zamora |
| Maldonado Athletic Club           | Buenos Aires    |
| English High School Athletic Club | Buenos Aires    |
| Belgrano Athletic Club B          | Buenos Aires    |
| Lanús Athletic Club II            | Lanús           |

## Tabla de posiciones final
| Pos. | Equipo                                    | Pts. | J  | G  | E | P  | GF | GC | DG  |
| ---- | ----------------------------------------- | ---- | -- | -- | - | -- | -- | -- | --- |
| 1º   | Banfield Athletic Club                    | 27   | 16 | 13 | 1 | 2  | 58 | 14 | 44  |
| 2º   | Buenos Aires English High School Athletic | 26   | 16 | 13 | 0 | 3  | 68 | 9  | 59  |
| 3º   | Belgrano Athletic Club B                  | 22   | 16 | 10 | 2 | 4  | 31 | 24 | 7   |
| 4º   | Lanús Athletic Club II                    | 20   | 16 | 10 | 0 | 6  | 39 | 21 | 18  |
| 5º   | Lomas Athletic Club II                    | 18   | 16 | 8  | 2 | 6  | 16 | 13 | 3   |
| 6º   | Porteño Athletic Club                     | 17   | 16 | 7  | 3 | 6  | 13 | 31 | -18 |
| 7º   | Saint Andrew's                            | 6    | 16 | 3  | 0 | 13 | 7  | 40 | -33 |
| 8º   | Maldonado Athletic Club                   | 6    | 16 | 3  | 0 | 14 | 4  | 62 | -58 |
| 9º   | Barker Memorial School                    | 2    | 16 | 1  | 0 | 15 | 5  | 25 | -20 |

## Resultados
| Fecha            | Local                  | Resultado | Visitante              |
| ---------------- | ---------------------- | --------- | ---------------------- |
| 21 de mayo       | Banfield               | 2 - 1     | English High School    |
| 25 de mayo       | Banfield               | 5 - 0     | Saint Andrew's         |
| 25 de mayo       | English High School    | 5 - 1     | Porteño                |
| 27 de mayo       | English High School    | 13 - 0    | Saint Andrew's         |
| 28 de mayo       | Banfield               | 1 - 3     | Belgrano (II)          |
| 1 de junio       | Banfield               | 6 - 1     | Barker Memorial School |
| 3 de junio       | English High School    | 7 - 0     | Barker Memorial School |
| 4 de junio       | Banfield               | 6 - 0     | Maldonado              |
| 11 de junio      | Belgrano (II)          | 2 - 0     | English High School    |
| 18 de junio      | Lomas (II)             | 1 - 4     | Banfield               |
| 24 de junio      | Banfield               | 7 - 2     | Porteño                |
| 29 de junio      | Banfield               | 1 - 0     | Lanús (II)             |
| 2 de julio       | English High School    | 1 - 2     | Banfield               |
| 9 de julio       | Banfield               | 2 - 1     | Lomas (II)             |
| 9 de julio       | English High School    | 7 - 0     | Maldonado              |
| 16 de julio      | English High School    | —         | Lomas (II)             |
| 16 de julio      | Maldonado              | 0 - 16    | Banfield               |
| 22 de julio      | Saint Andrew's         | 1 - 6     | English High School    |
| 23 de julio      | Belgrano (II)          | 2 - 3     | Banfield               |
| 30 de julio      | English High School    | 5 - 0     | Belgrano (II)          |
| 15 de agosto     | Saint Andrew's         | 0 - 3     | Banfield               |
| 27 de agosto     | Maldonado              | 0 - 13    | English High School    |
| 27 de agosto     | Porteño                | 0 - 0     | Banfield               |
| 30 de agosto     | Lomas (II)             | 0 - 1     | English High School    |
| 30 de agosto     | Barker Memorial School | —         | Banfield               |
| 3 de septiembre  | English High School    | 3 - 1     | Lanús (II)             |
| 8 de septiembre  | Lanús (II)             | 2 - 0     | Banfield               |
| 17 de septiembre | Lanús (II)             | 0 - 1     | English High School    |
| 8 de octubre     | Porteño                | 0 - 5     | English High School    |
| Sin datos        | Barker Memorial School | —         | English High School    |

## Descensos y ascensos
No existían ascensos durante la época, sino que los equipos se afiliaban a la categoría en la que consideraban que debían jugar. Buenos Aires English High School se reafilió a la Primera División en 1899, mientras que los otros tres, incluido Banfield, se mantuvieron en Segunda.